# Mylabris quadripunctata
Mylabris quadripunctata és una espècie de coleòpter de la família dels melòids comuna al sud d'Europa, incloent la península Ibèrica.

## Característiques
Els adults de Mylabris quadripunctata mesuren entre 13 i 16 mil·límetres. Els èlitres són vermells o ataronjats i tenen cadascun quatre taques negres mes una taca negra a l'extrem posterior. El cos es negre i força pelut.

## Història natural
Mylabris quadripunctata és comú a l'àrea mediterrània i prefereixen llocs assolellats i amb moltes flors ja que s'alimenten de pol·len. Volen entre juny i octubre. Com altres espècies de Meloidae tenen un cicle biològic molt complex. S'alimenten durant la fase larvària d'ous i larves de llagostes.